# Jānis Strenga
Jānis Strenga (n. 5 februarie 1986, Sigulda, Republica Sovietică Socialistă Letonă, URSS) este un bober ce a reprezentat Letonia, medaliat olimpic. A participat la 2 ediții ale Jocurilor Olimpice (2014, 2018) în care a câștigat o medalie de aur și o medalie de bronz.